# Droit monténégrin
Le droit monténégrin est le droit de tradition civiliste, de la branche du droit soviétique, appliqué au Monténégro.

## Sources du droit

### Constitution
La Constitution est la loi fondamentale du Monténégro.

### Normes internationales
Les traités internationaux sont confirmés par le Parlement.

### Législation
L'article 16 de la Constitution définit ce qui est du domaine de la loi. L'article 82 dispose que le pouvoir législatif est confié au Parlement du Monténégro.
La loi doit être conforme à la Constitutions et aux traités et accords internationaux.

### Règlements, décrets et décisions
Les règlements, décrets et décisions sont adoptés par le gouvernement du Monténégro. Ils doivent être conforme à la Constitution et à la loi (et donc aux traités internationaux).

## Sources

## Compléments